# Lonely Lisa
«Lonely Lisa» — песня 2010 года французской певицы Милен Фармер. Слова написаны ею же. Это третий сингл с её восьмого альбома Bleu Noir, он был выпущен 16 мая 2011 года в цифровой версии и 5 июля на физическом носителе. Также, как и песня «Oui mais... non», первый сингл с альбома, слова написала Милен, а музыку RedOne. Название песни — это имя женского персонажа, созданного Милен ещё для её клипа 2002 года «C'est une belle journée», который использовался как торговая марка её коммерческих компаний. В музыкальном плане песня объединяет электронное и танцевальное звучание. Она была высоко оценена в СМИ и достигла первой строчки во французском чарте синглов.